# أنيكا كيب
أنيكا كيب (بالألمانية: Annika Lau)‏ هي مقدمة تلفزيونية ألمانية، ولدت في 12 مارس 1979 في ميونخ في ألمانيا.

## وصلات خارجية
- أنيكا كيب على موقع IMDb (الإنجليزية)